# Prosperidad (Filippine)
Prosperidad è una municipalità di prima classe delle Filippine, capoluogo della Provincia di Agusan del Sur, nella Regione di Caraga.
Prosperidad è formata da 32 baranggay:
- Aurora
- Awa
- Azpetia
- La Caridad
- La Perian
- La Purisima
- La Suerte
- La Union
- Las Navas
- Libertad
- Los Arcos
- Lucena
- Mabuhay
- Magsaysay
- Mapaga
- Napo

- New Maug
- Patin-ay
- Poblacion (Bahbah)
- Salimbogaon
- Salvacion
- San Joaquin
- San Jose
- San Lorenzo
- San Martin
- San Pedro
- San Rafael
- San Roque
- San Salvador
- San Vicente
- Santa Irene
- Santa Maria